# Сан Донато-Моро (Кјети)
Сан Донато-Моро (итал. San Donato-Moro) је насеље у Италији у округу Кјети, региону Абруцо.
Према процени из 2011. у насељу је живело 346 становника. Насеље се налази на надморској висини од 79 м.